# Víktor Shústikov
Víktor Mijáilovich Shústikov (en ruso: Виктор Михайлович Шустиков; n. 28 de enero de 1939, Moscú) es un exfutbolista y entrenador de fútbol ruso. Como futbolista jugó como defensa y desarrolló toda su carrera en el Torpedo Moscú, en el que es el jugador con más partidos disputados en liga de la historia del club con 427 participaciones entre 1958–1973. Fue internacional en ocho ocasiones con la selección de la Unión Soviética.

## Trayectoria
Shustikov se inició en la academia de juveniles FShM del Torpedo Moscú. En 1957 debutó con el primer equipo del Torpedo, con el que se proclamó Campeón de la URSS en 1960 y 1965. Shustikov es el futbolista con más partidos de liga disputados en la historia del Torpedo con 427, de los cuales 253 partidos fueron consecutivos y sin sustituciones. Fue capitán del Torpedo desde 1968 a 1972. Fue el segundo futbolista con más partidos disputados en la Primera División de la URSS, sólo superado por Oleg Blokhin.

## Selección nacional
Fue internacional en ocho ocasiones con la selección de la Unión Soviética, con quien disputó la Eurocopa 1964 en la que el equipo finalizó subcampeón.

## Palmarés
- Primera División de la Unión Soviética: 1960, 1965.
- Copa de la Unión Soviética: 1960, 1968, 1972.